# Adam Naruszewicz
Adam Stanisław Naruszewicz (tiếng Litva: Adomas Naruševičius; 20 tháng 10 năm 1733 – 8 tháng 7 năm 1796) là một quý tộc người Ba Lan - Litva. Ông đồng thời là một nhà thơ, sử gia, nhà viết kịch, dịch giả, nhà báo, tu sĩ Dòng Tên và giám mục Công giáo La Mã.
Sinh ra trong một gia đình thuộc tầng lớp szlachta, Naruszewicz sau đó đã trở thành một cố vấn thân cận của nhà vua Ba Lan Stanisław August Poniatowski, một giám mục chính thống của giáo phận Smolensk (1775–1790), giám mục của Luck (1790–1796), và là một thành viên trong chính phủ của Khối thịnh vượng chung Ba Lan - Litva nhờ có ghế trong Hội đồng Thường trực (1781–1786).
Naruszewicz được xem là một trong những nhà văn quan trọng nhất của thời kỳ Thời kỳ Khai sáng Ba Lan. Trong những năm đầu sự nghiệp, ông viết thơ và phim truyền hình, trước khi tập trung vào nghiên cứu lịch sử và trở thành một trong những nhà sử học Ba Lan hiện đại đầu tiên. Ông là tác giả của bảy tập sách Historia narodu polskiego (Lịch sử Quốc gia Ba Lan), một tác phẩm có tầm ảnh hưởng lớn lĩnh vực lịch sử của Ba Lan thời kỳ đầu. Ông cũng là người có công phổ biến thuật ngữ "triều đại Piast" để mô tả về vương triều đầu tiên của Ba Lan.

## Cuộc đời

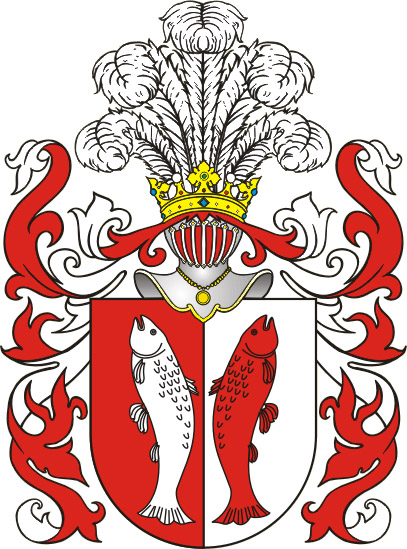
Gia huy Wadwicz, được sử dụng bởi Naruszewicz

Gia đình Naruszewicz thuộc tầng lớp trung lưu szlachta (quý tộc Ba Lan-Litva) nắm giữ một số cơ quan chính quyền địa phương và có một điền trang nhỏ ở vùng Polesie của Khối thịnh vượng chung Ba Lan-Litva, nơi có lẽ Adam Naruszewicz đã được sinh ra. [a] Khi còn nhỏ, ông học tại một trường dòng Tên ở Pinsk. Naruszewicz gia nhập Dòng Tên vào ngày 14 tháng 8 năm 1748. Sau đó ông theo học tại Đại học Vilnius và giảng dạy ngữ pháp tại đây từ năm 1753. :554 :19Ông dạy hùng biện tại trường đại học nội trú ưu tú của Dòng Tên, Collegium Nobilium ở Warsaw từ năm 1757. :19Giữa khoảng năm 1758 và 1762, ông học thần học tại trường Cao đẳng Trinity ở Lyon, Pháp. Ông được phong chức thánh tại thành phố Vienne gần đó vào ngày 17 tháng 1 năm 1762. :555 :20Trong thời gian ở Tây Âu, ông đã đến thăm Đức, Ý và Tây Ban Nha và gặp Nữ hoàng Pháp người Ba Lan, Marie Leszczyńska, trong một buổi tiếp kiến tại Versailles. :19Sau khi trở lại Khối thịnh vượng chung Ba Lan-Litva, ông tiếp tục làm giảng viên của trường Collegium Nobilium. Lúc này, ông dạy cả các bộ môn gồm tiếng Pháp, thơ, địa lý và lịch sử. Năm 1767-1768, ông tổ chức một số bài giảng tại trường quân sự của Quân đoàn Thiếu sinh quân. :555 :20
Naruszewicz được Hoàng tử Adam Kazimierz Czartoryski giới thiệu với vua Ba Lan Stanisław August Poniatowski vào năm 1764. :555 :20Ông là biên tập viên của Zabawy Przyjemne i Pożyteczne — tạp chí văn học đầu tiên của Ba Lan, xuất bản trong những năm 1770–1777, và là tạp chí nổi bật tại các cuộc tụ họp nghệ thuật do nhà vua tổ chức với tên gọi Bữa trưa Thứ Năm. :557 :6 Naruszewicz cũng thể hiện mình là một nhà văn xuất sắc khi ông đã được trao tặng Huân chương Merentibus từ nhà vua vào năm 1771 — một giải thưởng để ghi nhận những thành tựu văn học mà ông đã có được. :556 :6Vào khoảng thời gian đó, ông đã được coi là một trong những người ủng hộ, cố vấn và đồng minh lớn nhất của vua Poniatowski. :556 :20Vào năm 1773, khi Dòng Tên bị đàn áp, Naruszewicz vẫn được nhà vua sắp xếp một số vị trí trong nhà thờ. Ban đầu, ông giữ vài chức vụ tại các Giáo xứ. Ông được bổ nhiệm làm giám mục phó của Giáo phận Smolensk, và sau đó được phong làm giám mục chính tòa của Giáo phận Emmaus vào ngày 25 tháng 5 năm 1775. Ông tiếp tục trở thành giám mục chính tòa của Smolensk vào năm 1788, và giám mục của Łuck vào năm 1790. :557 :22 :7 Vua Poniatowski đã trao cho ông Huân chương Thánh Stanislaus vào năm 1776, và Huân chương Đại bàng trắng vào năm 1783. :557, 559

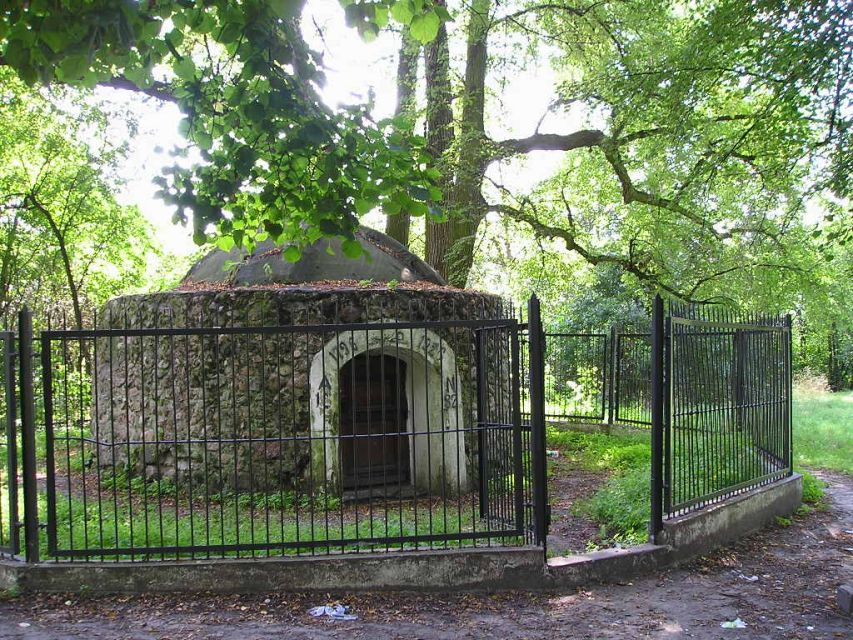
"Động Naruszewicz" nằm ở Janów Podlaski, đây là một nơi ở ẩn được Naruszewicz ưa thích trong những năm cuối đời.

Từ năm 1781 đến năm 1786, ông là thành viên trong Hội đồng thường trực, cơ quan hành chính cấp cao nhất trong Khối thịnh vượng chung Ba Lan - Litva, và giữ cấp bậc trong pháp viện là Đại Thư ký. :559Với tư cách là thành viên của Thượng viện của Khối thịnh vượng chung Ba Lan - Litva, ông đã tham gia vào Đại nghị viện, dốc sức cho những nỗ lực của phe Poniatowski nhằm cải cách đất nước. Ông là người ủng hộ Hiến pháp ngày 3 tháng 5 năm 1791 . và là một người thuộc Đảng Những người Bạn của Hiến pháp. :559–560 :30 Ông thực hiện công việc với tư cách là "cây roi của nhà vua" trong Thượng viện, mặc dù không đóng vai trò chính trong các cuộc tranh luận của Hạ viện mà chủ yếu hoạt động như một người viết và tổ chức. :30Trong hai năm đầu ở Đại nghị viện, ông là một nghị sĩ có kỷ luật, tham dự tất cả các cuộc họp và đóng góp vào tất cả các nghị quyết được trình lên tại kỳ họp. Tuy nhiên, từ năm 1790, ông bắt đầu dần ít quan tâm đến đời sống chính trị mà dành nhiều thời gian hơn tại dinh thự của mình ở Janów Podlaski, nơi ở dành cho các giám mục Giáo phận Łuck. :29–31Năm 1792, ông găp phải một cơn đau tim. :30Cũng trong năm đó, sau thất bại của Ba Lan trong Chiến tranh Ba Lan - Nga và Poniatowski bị buộc phải nhún nhường cho việc thành lập Liên minh Targowica thân Nga (mà Naruszewicz cũng phải tham gia), Naruszewicz rút lui hẳn khỏi chính trị, không tham dự phiên họp Hạ viện cuối cùng, và chọn sống những năm cuối cùng của mình tại Janów Podlaski. :560 :7 :30Mặc dù sức khỏe suy yếu, nhưng ông vẫn ủng hộ Cuộc khởi nghĩa Kościuszko. Cũng vì điều này, ông phải tìm cách lánh nạn trong một thời gian ngắn ở nước ngoài khi cuộc xung đột diễn ra. Cuối cùng ông cũng trở về Janów Podlaski và qua đời tại đây vào ngày 8 tháng 7 năm 1796, ngay sau khi Cuộc phân chia Ba Lan lần thứ ba kết thúc, chấm dứt sự tồn tại của Khối thịnh vượng chung. :560 :30 :7Ông được chôn cất tại Đại Giáo đường Ba Ngôi tại Janów Podlaski.

## Các tác phẩm

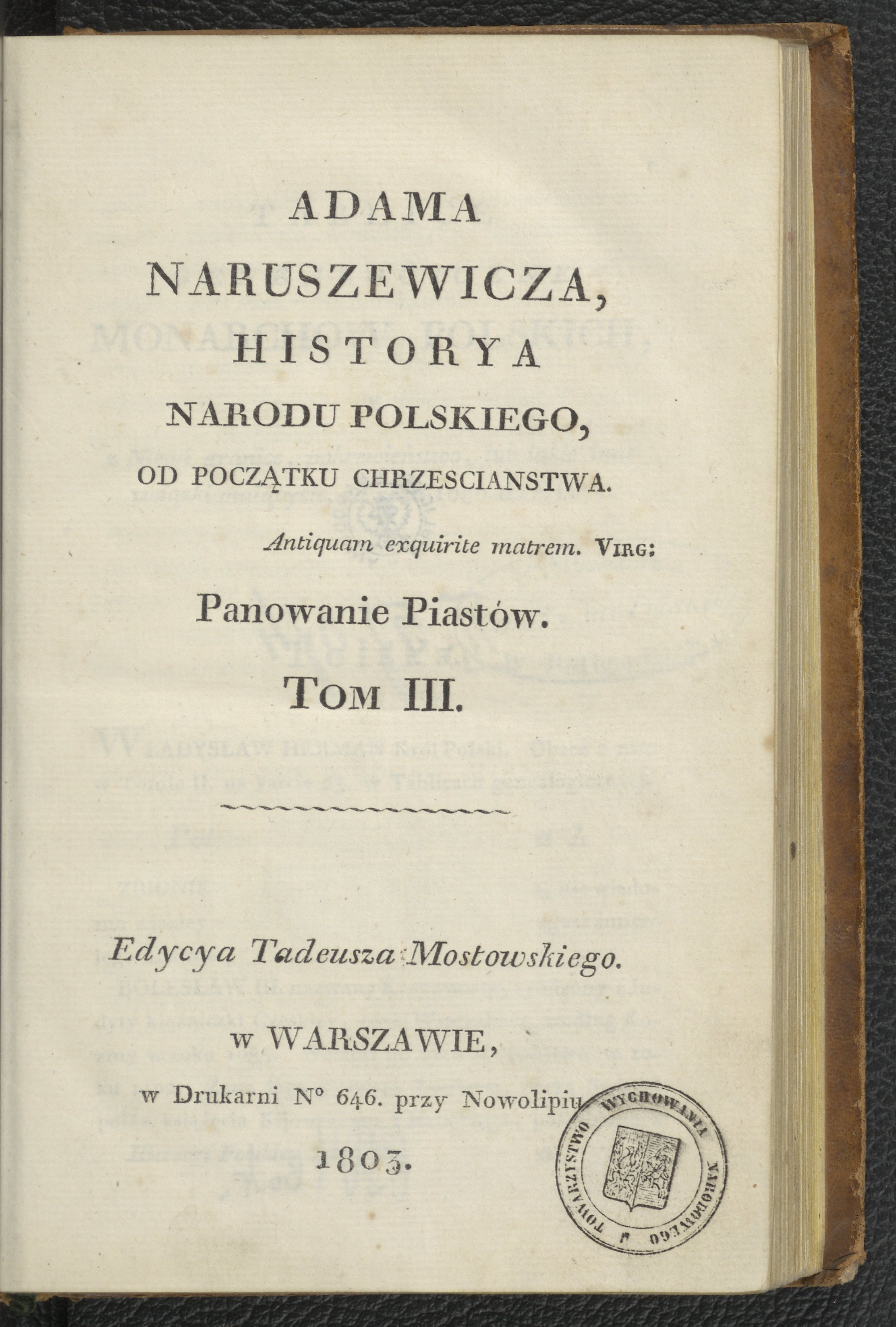
Trang bìa tập III ấn bản năm 1803, Lịch sử Quốc gia Ba Lan của Naruszewicz

Naruszewicz là một tay viết tài năng (ông viết bằng cả tiếng Ba Lan và tiếng Latinh). Ông khởi đầu sự nghiệp văn học của mình vào cuối những năm 1740 với tác phẩm đầu tiên được xuất bản là bài thơ dành tặng cho Jan Mikołaj Chodkiewicz, ra mắt vào năm 1756. :7–8 Một năm sau đó, ông cho ra đời một bài luận về nghiên cứu đầu tiên của mình. :19Ông viết thơ ode, thơ idyll, truyện châm biếm, truyện cổ tích, và thơ rococo. Mặc dù có nhiều trong số đó là những tác phẩm được dùng để ca ngợi vua Poniatowski, chúng hiếm khi được coi là những tác phẩm hay của Naruszewicz. :6, 12Ông cũng viết một vở kịch có nội dung răn dạy giới trẻ, có tên là Gwido, hrabia Blezu (1770). Bên cạnh nghiệp văn chương, ông còn hoạt động với tư cách là nhà xuất bản và là người biên dịch nhiều tác phẩm từ tiếng Latinh và tiếng Pháp sang tiếng Ba Lan. Ông đã dịch những tác phẩm của các tác giả như Anacreon, Horace, Tacitus, cũng như các tác giả viết bằng tiếng Latinh thời đó như Maciej Kazimierz Sarbiewski và Salomon Gessner. :6Ông là người đầu tiên dịch các tác phẩm của Tacitus sang tiếng Ba Lan. :21
Khi về già, ông rời xa việc viết tiểu thuyết để tập trung vào việc nghiên cứu lịch sử. Các tác phẩm lịch sử của ông bao gồm một cuốn chuyên khảo về vị chỉ huy Jan Karol Chodkiewicz (xuất bản năm 1781) và hơn 130 tiểu sử ngắn của các cá nhân đáng chú ý khác. :557Tiểu sử của Chodkiewicz là tác phẩm đầu tiên của ông được xuất bản rộng rãi dựa trên các hồ sơ lưu trữ. :21Ông cũng viết nhiều bài luận chính trị ủng hộ phe phái của Poniatowski, chủ yếu tập trung vào chủ đề lịch sử chính trị với những tác động đến thời kỳ hiện đại. :557 :21–23Công trình nghiên cứu lịch sử của ông đạt đến đỉnh cao trong bảy tập Historia narodu polskiego ("Lịch sử Quốc gia Ba Lan"), chủ yếu được viết trong những năm 1776–1779 và được xuất bản trong những thập kỷ tiếp theo. Dự án đầy tham vọng này, lấy cảm hứng từ các tác phẩm của Voltaire, đã thể hiện một nỗ lực chưa từng có vào thời điểm đó nhằm biên soạn lịch sử của Ba Lan một cách toàn diện. Sau cùng, những dự định của Naruszewicz vẫn còn dang dở vì ông chỉ có thể viết lại lịch sử Ba Lan cho đến cuối triều đại Piast vào thế kỷ 14. :559 :23–29 Với việc phải tham gia ngày càng nhiều hơn vào chính trị, việc nghiên cứu lịch sử của Naruszewicz phải dừng lại vào cuối những năm 1780. :30Tuy nhiên cho đến đầu những năm 1790, ông lại tiếp tục biên soạn các tài liệu lịch sử với một tác phẩm có tên là Teki Naruszewicza ("Thư mục của Naruszewicz"). Mặc dù không được xuất bản khi ông còn sống, chúng sau đó đã trở thành một kho lưu trữ có giá trị cho các nhà sử học tương lai, với các tài liệu được sắp xếp tốt, lưu trữ các bản sao của nhiều văn bản hiện đã bị thất lạc. :559 :29 :7

## Tầm ảnh hưởng

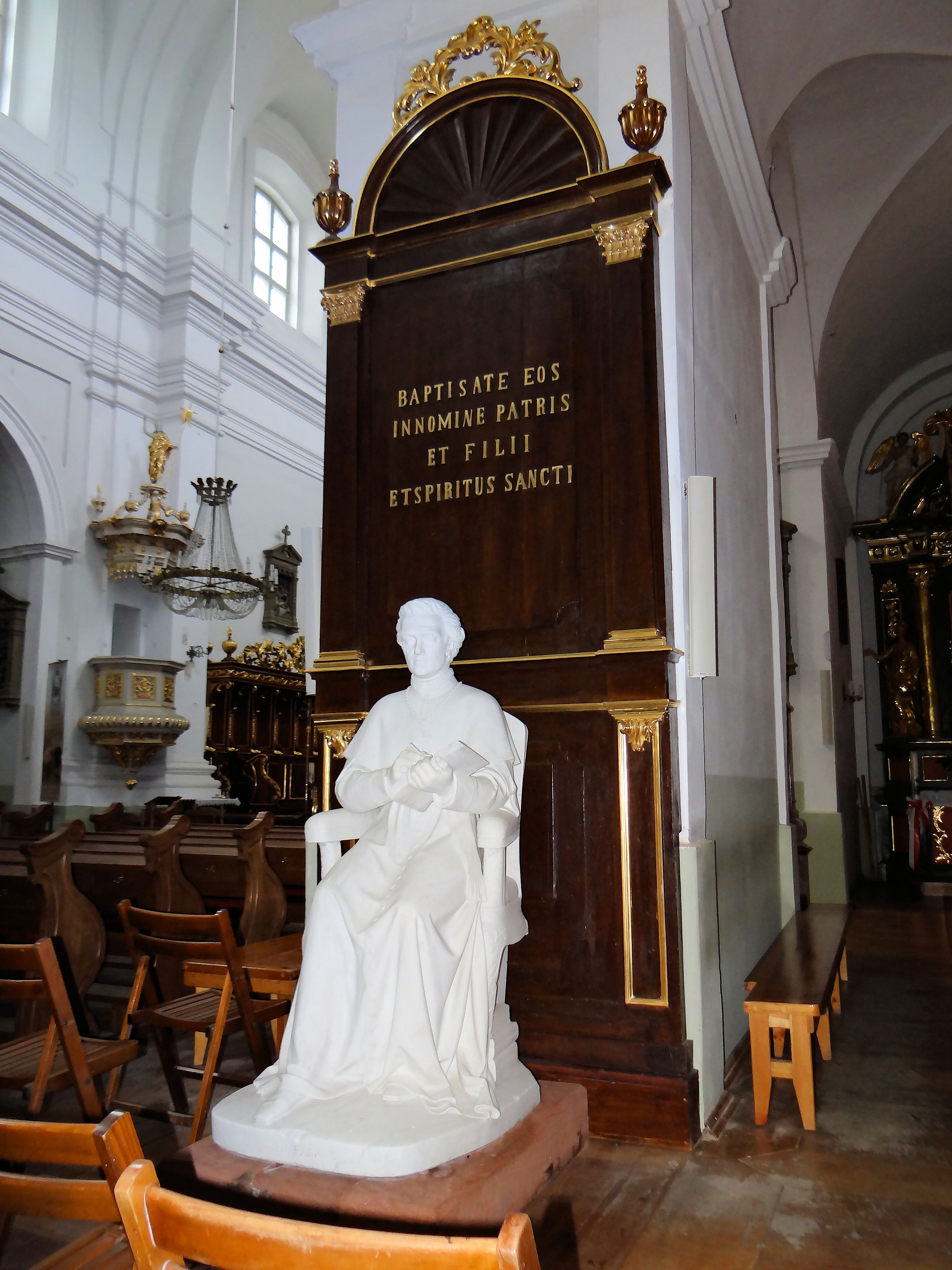
Tượng Giám mục Adam Naruszewicz trong nhà thờ Holy Trinity ở Janów Podlaski

Naruszewiczđược DR Woolf mô tả là "một trong những người tạo ra Thời kỳ Khai sáng của Ba Lan", còn Barbara Wolska nói ông là "một trong những nhà thơ quan trọng nhất của Kỷ nguyên Khai sáng ở Ba Lan" :7và là nhà thơ quan trọng nhất gắn liền với phe chính trị của Poniatowski. :6Julian Platt coi ông là nhân vật văn học hàng đầu của Ba Lan thời kỳ đầu Khai sáng, trước khi vị trí đó được tiếp quản bởi Ignacy Krasicki. :560Tác phẩm văn học của ông đã được Wolskaand Platt mô tả là phù hợp với tinh thần của Thời kỳ Khai sáng, mặc dù về mặt hình thức và ngôn ngữ vẫn còn nhiều điểm mang đậm dấu ấn của thời đại trước (baroque, chủ nghĩa cổ điển, chủ nghĩa tình cảm và rococo). Naruszewicz được các nhà phê bình ghi nhận là người đã khởi xướng một số thay đổi trong phong cách văn học Ba Lan và là một trong những người Ba Lan khởi nguồn cho tính mới của những ý tưởng Khai sáng được thể hiện trong thơ. Các tác phẩm của ông đã truyền cảm hứng cho một số nhà văn sau đây. :556 :8
Theo Norman Davies và John D. Stanley, Naruszewicz cũng nằm trong số các nhà sử học Ba Lan hiện đại đầu tiên. :18 Đặc biệt, ông cũng là nhà sử học hiện đại khai sinh ra thuật ngữ triều đại Piast để mô tả triều đại đầu tiên của Ba Lan, phổ biến nó trong các tài liệu sử đến mãi về sau. Theo Platt, ông là nhà sử học Ba Lan quan trọng nhất trước thời Joachim Lelewel. Trong lịch sử Ba Lan, có sự khác biệt giữa "trường phái Naruszewicz", ủng hộ chế độ quân chủ và quyền lực trung ương mạnh mẽ, và "trường phái Lelewel" theo chủ nghĩa cộng hòa tự do hơn. :560 :33Cũng giống như tác phẩm văn học của ông, các bài viết và nghiên cứu lịch sử của Naruszewicz chịu ảnh hưởng của triết học Khai sáng, điều này thể hiện rõ hơn cả trong phương pháp luận và lý luận (tôn trọng các khái niệm như chủ nghĩa giáo khoa, chủ nghĩa kinh nghiệm, chủ nghĩa nhân đạo, chủ nghĩa thực dụng, chủ nghĩa hoài nghi về truyền thống, chủ nghĩa thế tục, và chủ nghĩa vị lợi), trong cả phong cách viết bằng bản ngữ và mục tiêu của ông, chẳng hạn như việc ông nhấn mạnh vào việc nghiên cứu chính trị trong nước, ủng hộ chế độ quân chủ hùng cường và niềm tự hào về những thành tựu của quốc gia (bao gồm cả việc ông ủng hộ việc sử dụng tiếng Ba Lan trong văn học). :18, 21John D. Stanley ca ngợi ông vì "sự tôn trọng to lớn đối với sự thật", có thể thấy rõ trong phương pháp luận của ông, với đầy đủ các phân tích phê bình bao gồm thảo luận về các tình huồng mâu thuẫn và các tham chiếu chi tiết và sâu rộng từ nhiều nguồn. :28, 32

## Các giải thưởng
- Huân chương Merentibus [pl] (1771)[2]:556
- Order of Saint Stanislaus (11 V 1776)[2]:557
- Huân chương Đại bàng trắng (1783)[2]:559

## Ghi ch
a. ^  Nơi sinh chính xác của ông vẫn chưa được xác định. Ông được rửa tội gần Pinsk.:19